# 星辉娱乐
星辉互动娱乐股份有限公司，简称星辉娱乐（深交所：300043），是中华人民共和国的一家以文化娱乐产业为主要业务的企业，公司注册地位于广东省汕头市，管理及运营总部位于广东省广州市。公司前身为陈雁升与妻子陈冬琼共同创立的星辉塑胶厂。目前公司旗下业务范围覆盖足球俱乐部、游戏、玩具等领域，在汕头、广州、香港、深圳、巴塞罗那等地设有办公室。

## 历史

### 早期
公司创始人为陈雁升和妻子陈冬琼，其中陈雁升曾在澄海县的一家台资渔具厂工作，其间在一次车间巡查时被突然爆炸的锅炉炸成重伤，康复后决定辞职创业。1995年年底，陈雁升夫妇成立公司前身星辉塑胶厂，当时工厂仅为一个家庭小作坊。星辉塑胶厂的第一款产品为电动玩具足球，由于对销售渠道不熟悉，出现产品滞销，而工人的工资和部分货款尚未筹齐。为此，陈雁升背起一大袋电动玩具足球到当时澄海最大的酒店推销产品。电动玩具足球推向市场的第一天，陈雁升便获得600多元的收入。采购商试卖后，发现电动玩具足球意外地畅销，随后又不断有采购商致电咨询、下单，有英国知名玩具进口商下了4个月的订单。凭借电动玩具足球，星辉塑胶厂取得发展成功，而后陈雁升每年都积极开发新产品。
1998年世界杯足球赛期间，陈雁升开发的“会唱歌的足球”参展香港玩具展，迅速打开销路，销量达到600万元。2000年，陈雁升注册成立“澄海市星辉塑胶实业有限公司”，并开始引进各类人才，加大力度开发玩具新产品，同时也开始构建属于自己的销售渠道。通过不断创新、懂得寻找卖点的产品思路，令公司每年推出的新产品颇受采购商认可，不少玩具厂家甚至在产品设计时就邀请陈雁升去把关。
2004年，中国不少玩具厂家纷纷寻求转型，陈雁升决定继续把玩具主业专业化，彼时看中的是汽车模型市场。陈雁升带领团队于当年春节前往德国慕尼黑宝马总部，并取得宝马官方授权，成为中国内地第一家获得世界500强汽车厂商授权、将真车制作成模型的玩具企业。而后，陈雁升成功拿下了路虎、奔驰、奥迪、兰博基尼等世界知名汽车品牌的授权，至2015年公司已获得28个世界知名汽车品牌超300款车模生产的品牌授权。
2008年6月6日，星辉实业整体改制为股份有限公司，企业更名为广东星辉车模股份有限公司。2010年1月20日，星辉车模在深圳证券交易所上市，成为粤东地区首家深交所创业板上市公司，成功融得5个多亿的发展资金。

### 转型
在互联网迅速发展的时代背景下，陈雁升开始谋划产业转型，启动“互动娱乐”战略。2013年8月6日，星辉车模收购从事网游开发的畅娱天下51%的股权，从而涉足游戏领域；随后陆续收购酷果互联网广告平台，并取得金庸、梁羽生及温瑞安相关作品游戏改编权。10月17日，星辉车模拟向天拓科技的全体股东发行股份及支付现金购买其持有的天拓科技100%的股权。天拓科技设立之初主要从事在线搜索广告投放业务，2010年开始进入游戏研发领域，并于2012年开始进入腾讯开放平台。星辉车模表示，为充分发挥公司在玩具娱乐的丰富经验，把握“玩具+游戏”互动娱乐模式的产业协同价值，公司以互动娱乐为发展主线，陆续收购多家公司，进一步强化网络游戏板块及产业化平台。
2014年3月，被收购后的天拓资讯更名为“广东星辉天拓互动娱乐有限公司”，正式成为广东星辉车模股份有限公司的全资控股子公司；而星辉车模也于当月正式更名为“星辉互动娱乐股份有限公司”，简称星辉娱乐。
2015年11月2日，星辉娱乐宣布，拟以不超6434.8万欧元收购并增资皇家西班牙人体育俱乐部，取得合计超过50.1%股权，并承接对其不超过4100万欧元融资担保。交易完成后，可实现对西班牙人俱乐部的实际控制，成为首个控股欧洲五大联赛足球俱乐部的中国企业。陈雁升亦是一位足球迷，他曾表示将会把中国的一些球员运作到西班牙人的一线队以及青年梯队。2016年，星辉娱乐再次出资4000万欧元收购西班牙人剩余股份，持股比例达99.35%，基本实现全资控股。截至2021年7月，星辉娱乐旗下的星辉体育持有西班牙人股份比例为99.61%，西班牙人注册资本由1.28亿欧元增加至1.66亿欧元。
2021年，受西班牙人上赛季降级及2019冠状病毒病疫情的双重影响，公司体育业务营业收入及业务利润出现较大幅度下滑；游戏业务因重要游戏产品未能按原计划获取版号，游戏上线时间推迟且存在不确定性，导致2021年游戏业务收入及利润下降；仅玩具业务营业收入实现恢复性增长。

## 控股子公司
截至2021年年报可行日期（2021年12月31日），星辉娱乐共有如下控股子公司：
- 雷星（香港）实业有限公司
- 福建星辉玩具有限公司
- 深圳市星辉车模有限公司
- 新疆星辉创业投资有限公司
- 广州星辉娱乐有限公司
  - 广州百锲商业经营管理有限公司
- 广东星辉天拓互动娱乐有限公司
- 星辉游戏（香港）有限公司
  - 星辉游戏（韩国）有限公司
  - 上海悠玩网络科技有限公司
  - 上海猫狼网络科技有限公司70%
  - 霍尔果斯市星拓网络科技有限公司
  - 北海星河网络科技有限公司
  - 绍兴星拓网络科技有限公司
- 珠海星辉投资管理有限公司
  - 广州星辉趣游信息科技有限公司
- 星辉体育（香港）有限公司
  - REIAL CLUB DEPORTIU ESPANYOL DE BARCELONA, S.A.D.（皇家西班牙人足球俱乐部）99.59%
  - 星辉游戏（日本）有限公司
  - 广州市星澄网络科技有限公司
- 广东星辉玩具有限公司
- 汕头星辉娱乐衍生品有限公司

## 业务
星辉娱乐最初为一家传统玩具制造商，而后转为专业性车模生产企业。经过转型发展，公司旗下业务范围覆盖足球俱乐部、游戏、玩具等领域。

### 玩具业务

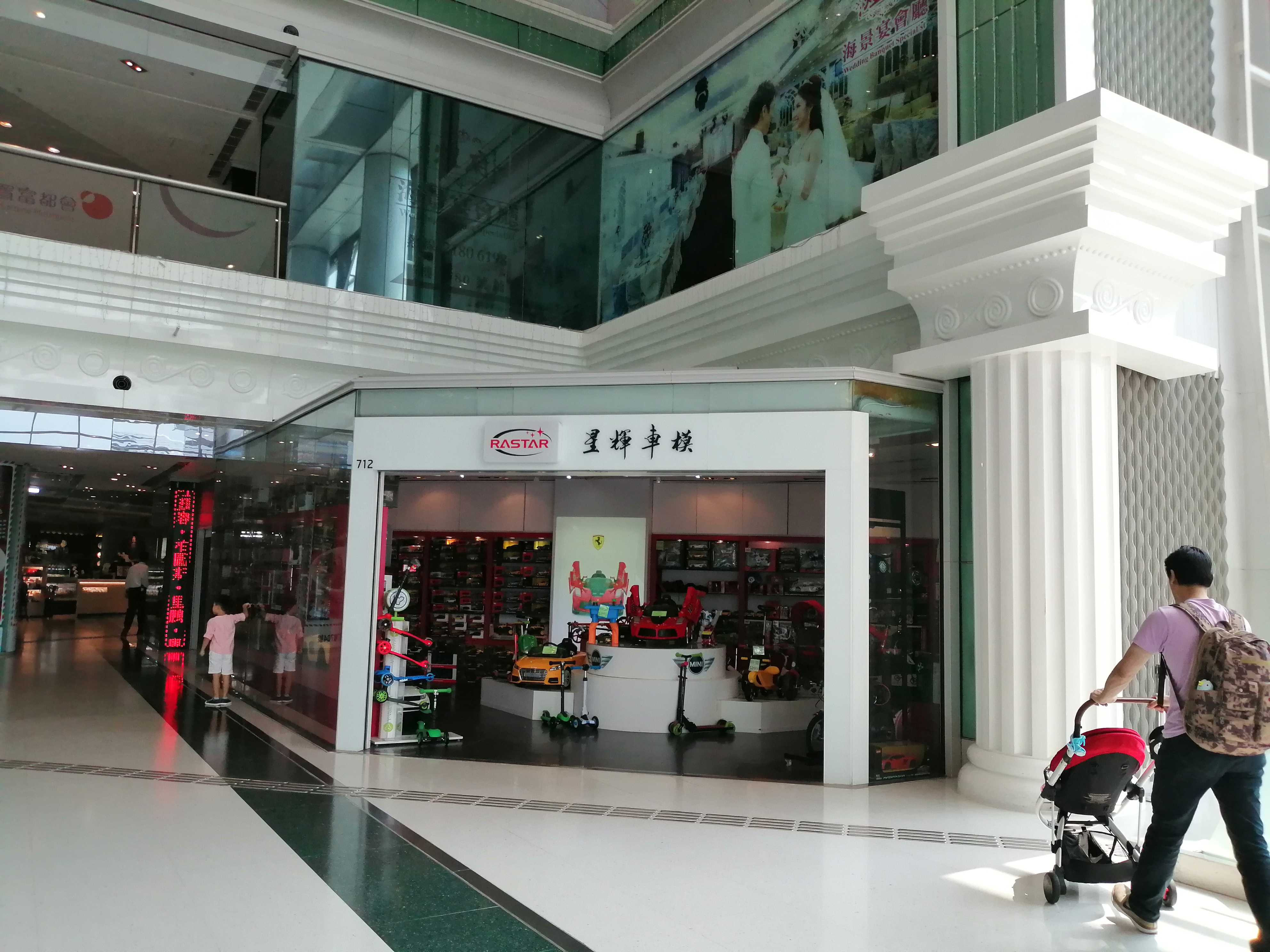
星辉车模设在香港红磡站旁置富都会商场的专卖店（2019年）

星辉娱乐的玩具产品涵盖动态及静态车模、机器人、婴童玩具、积木拼装类玩具和户外骑行自行车等产品，共推出超过400款玩具产品，在全球120个国家和地区销售。公司在2004年经宝马公司授权生产汽车模型，于2005年开始生产并销售宝马6系车模；2009年1月成立汽车文化推广部，专门负责汽车厂商关系维护和汽车推广服务开发业务，后于同年4月在广州国际玩具礼品展上首创了与汽车厂商联合参展的合作模式。截至2021年，公司在车模产品的基础上，推出儿童滑板车、平衡车、拼装车、遥控车、电动童车、拼装积木车、自行车等不同品类的产品。

### 游戏业务
星辉娱乐在2013年进入游戏领域，目前的游戏业务集“研发+发行+运营”为一体。星辉游戏推出的游戏类型覆盖古风策略类及二次元类，作品包括《倚天》、《龙骑士传》、《刀锋无双》、《三国群英传-霸王之业》、《苍之纪元》、《霸王之野望》、《枫之谷R：经典新定义》、《拾光梦行》、《幻世九歌》、《纯白和弦》、《少女的和弦》、《幻世录》、《策魂三国》等游戏。该公司实行“产品系列化、市场国际化、发行品牌化”的发展战略，旗下自研古风战争策略手游《霸王之野望》在中国境外的月均流水达2,715万元人民币；经韩国NEXON公司授权并由星辉娱乐自主研发的《枫之谷 R：经典新定义》上线后获得台湾iOS畅销榜、免费榜双总榜第一的成绩，峰值流水达5,300万元；公司独家代理并在日本上线的《帕尼利亚战纪》获得日本iOS游戏免费榜第二、Google Play游戏免费榜第四的成绩。星辉游戏曾获得“金翎奖”“黑石奖”“金陀螺奖”等数十个游戏行业主要奖项，入选由中央宣传部、商务部、财政部、文化和旅游部、广电总局五部委共同认定的“2021-2022年度国家文化出口重点企业”，并于2021年10月首次入围App Annie中国游戏厂商出海收入排行榜TOP30，同时入选data.ai“2022 Level UP年度中国游戏厂商出海收入飞跃榜30强”，并荣获2021年金翎奖“最具影响力移动游戏发行商”。

### 足球俱乐部
截至2021年，星辉娱乐拥有皇家西班牙人体育俱乐部99.59%的股权，是首家控股欧洲五大联赛顶级俱乐部的中国企业。